# Voyageurer

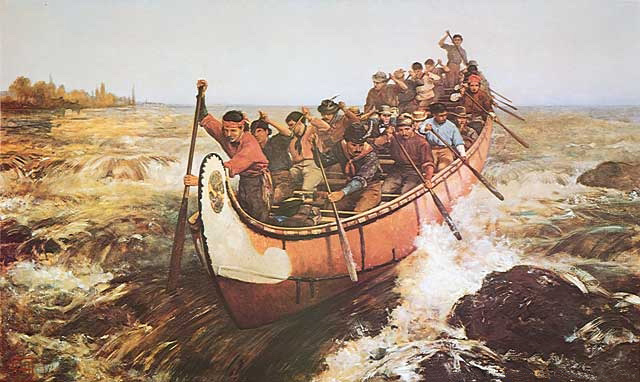
Forsränning med Montréalkanot.

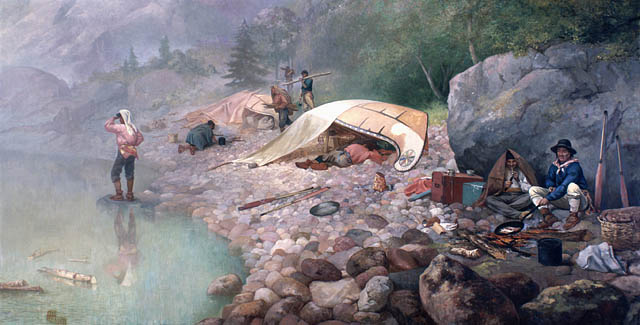
Voyageurläger på morgonen.

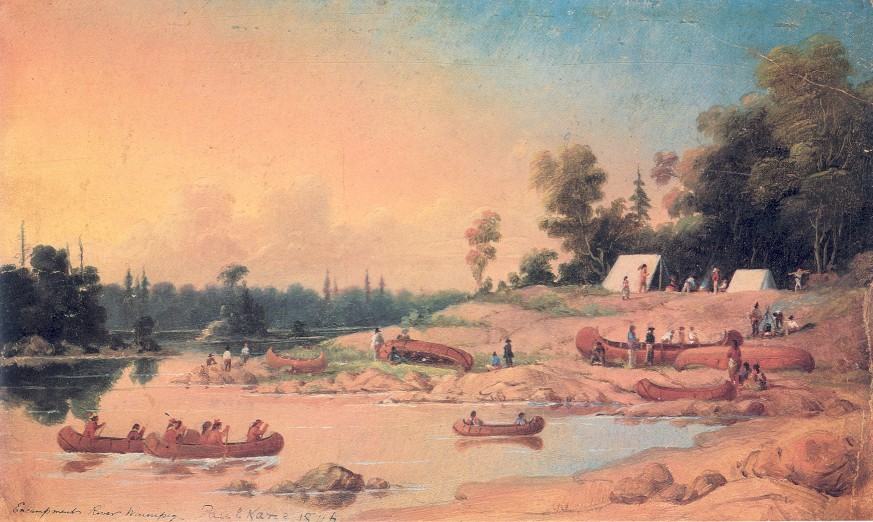
En kanotbrigad slår läger vid Winnipegfloden och får besök av Saulteauxindianer.

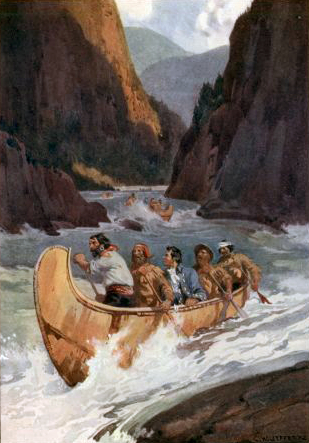
Första forsränningen nedför Fraser River 1808.

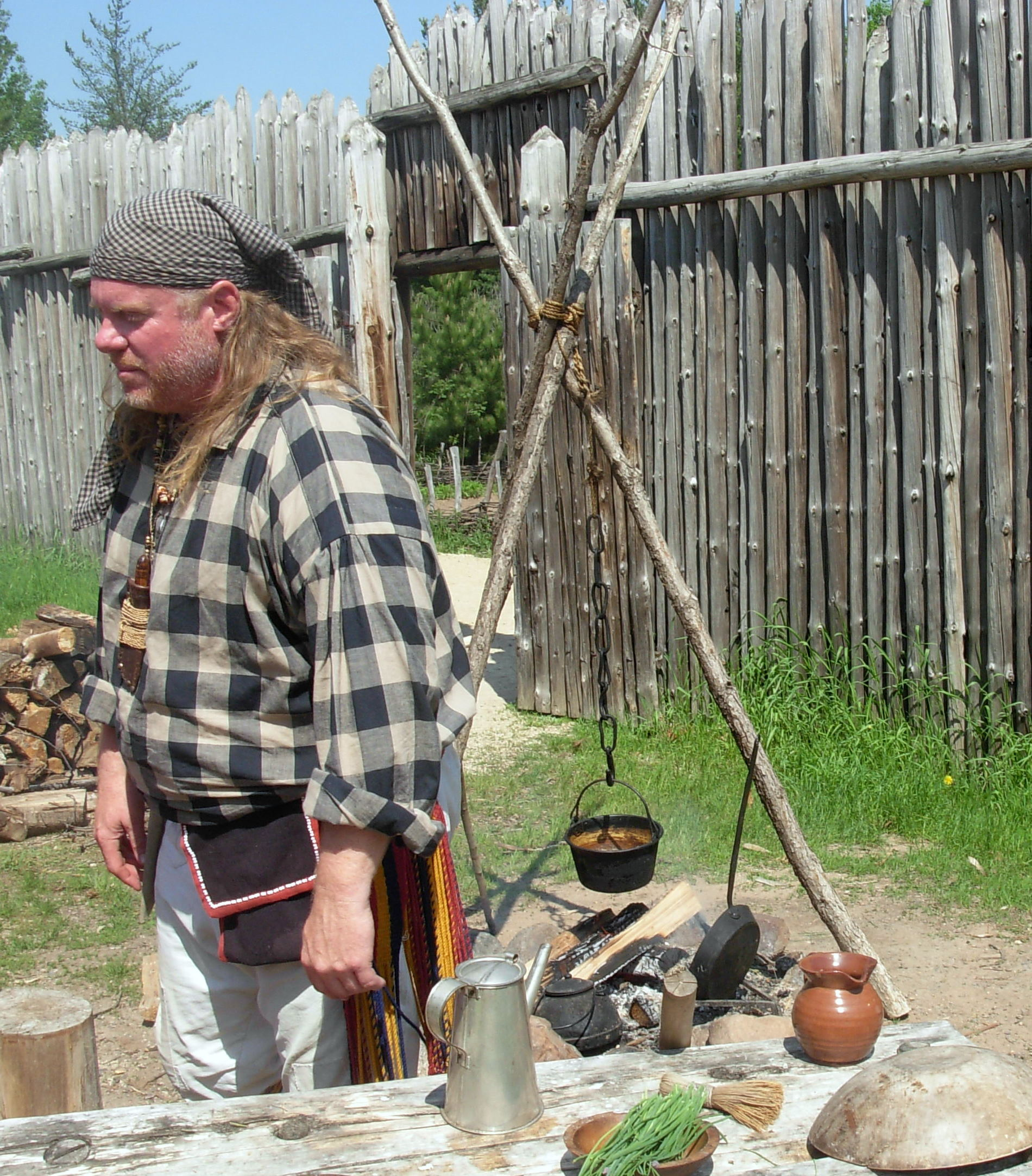
Voyageur anställd av Nordvästkompaniet. Modernt historiskt återskapande vid Grand Portage nationalmonument.

Voyageurer [uttal: /våa-ja-görer/ (med hårt g)] (franska: voyageurs) var den huvudsakligen fransktalande transportarbetarstam som utgjorde ryggraden i de Montréalbaserade pälshandelsnätverken i Kanada både under fransk och brittisk regim. Voyageurerna bemannade de kanotbrigader som försörjde handelsstationerna i inlandet med handelsvaror och som återförde de uppköpta pälsverken till Montréal. Detta transportsystem och dess arbetarstam fungerade från slutet av 1600-talet till mitten och slutet på 1800-talet då dess roll övertogs av järnvägarna.

## Arbetsuppgifter
Den nyanställde och oerfarne voyageuren fick börja som milieu (mellanpaddel), de som satt i mitten på kanoten. Deras viktigaste arbetsuppgift var att paddla. Med större erfarenhet kunde en mellanpaddel avancera till avant (förpaddel) och gouvernail (akterpaddel). Det krävdes skicklighet och erfarenhet för att bli avant eftersom han angav takten för mellanpaddlarna och styrde undan kanoten vid forsränning. Guides (vägvisare) var förmän för en kanotbrigad om flera kanoter. Det var den viktigaste och bäst betalda syssla som en voyageur kunde eftersträva. Det var guiden som fattade beslut och gav order och hade ansvaret för kanoterna, lasten och manskapet. Guiderna fungerade ofta också som tolkar.
Det var tre olika typer av kanoter som voyageuren paddlade. Canot de maître användes mellan Montréal och Lake Superior. Den hade en transportkapacitet på upp till 90 bördor (pièces) om 40 kilo vardera och hade en besättning om 8-12 män. Denna kanottyp var upp till tolv meter lång, två meter bred och 75 cm djup och var för djupgående för floderna norr och väster om Lake Superior. Där användes i stället canot du Nord, som var sju meter lång, en meter bred och 20 cm djup. Den hade en transportkapacitet om 1 700 kilo och bemannades av 4 till 6 män. Expresskanoten, canot legér eller canot batard var omkring fem meter lång och användes för persontransporter, kuriruppdrag och annat som framförallt krävde snabbhet och inte lastdryghet.
Förpaddeln var chef i kanoten och mellanpaddlarna lydde honom och akterpaddeln. Den vanliga paddlingstakten var på sjöar 40 tag i minuten vilket gav en hastighet av åtta kilometer i timmen och man paddlade dryga 100 km varje dag. Vid flodpaddling avbröts dock ofta paddlandet av olika långa och svåra mårkor. Nordkanoten bars då av för- och akterpaddeln, medan lasten bars av mellanpaddlarna i 80 kilos bördor. Man räknade med en hastighet av fem kilometer i timmen över mårkor. Vid kraftig motström kunde man också dra kanoten med linor eller staka sig fram. Vid forsar kunde man göra likadant eller så kunde man forsränna. Om lasten då blev blöt, måste man stanna och torka den.

## Arbetsvillkor
Hommes du Nord (nordmän) var de voyageurer som paddlade de mindre nordkanoterna väster om Lake Superior. De var vanligen anställda på treårskontrakt av handelskompanierna. De hade bättre betalt på grund av den större skicklighet som krävdes på de svårare mindre vattenvägarna. Mangeurs de lard (fläskätare) paddlade de stora Montréalkanoterna och ansvarade för sträckan mellan Montréal och omlastningsplatsen till de mindre kanoterna. De var vanligen också anställda med treårskontrakt. Till skillnad från hommes du nord var de dock inte helårsanställda, utan bara så länge färden till omlastningsplatsen och tillbaka till Montréal varade vilket vanligen var fem till sex månader. Vid omlastningsplatsen, som för Nordvästkompaniet först var Grand Portage och senare Fort William arbetade de med att packa ur, torka, sortera och packa ned lasten i de mindre nordkanoterna. De utförde även underhållsarbeten på byggnader och kanoter.

## Löner
Löner för voyageurer anställda av North West Company.
| Arbetsuppgift            | Mangeurs de lard | Hommes du nord     |
| ------------------------ | ---------------- | ------------------ |
| Milieu                   | 200-250 livres   | 300 - 800 livres   |
| Les Bouts*               | 300 - 400 livres | 800 - 1200 livres  |
| Guides                   | 600 - 800 livres | 1000 - 1500 livres |
| * = gouvernail och avant | Källa:           |                    |

Lönen angavs i livre Grand Portage currency. En procent av lönen betalades i avgift till en nödhjälpskassa för gamla eller sjuka voyageurer.
Handelskompaniet eller företaget stod också för provianten, även om matlagningen sköttes av voyageurerna själva under resan. Mangeurs de lard var till och med namngivna efter sin mathållning. Till skillnad från hommes du nord hade de utrymme i sina stora kanoter att medföra den sorts livsmedel, som man var vana vid hemifrån. Det var huvudsakligen majsgröt, ärtsoppa och fläsk. Hommes du nord däremot åt under resorna framförallt pemmikan gjord på buffelkött.

## Corps of Voyageurs
Under 1812 års krig bildades en militär voyageurkår, Corps of Canadian Voyageurs, i september 1812 med uppdrag att hålla underhållslinjerna mellan Montréal och de västra utposterna öppna. Kåren lades ner redan i mars 1813 och dess uppdrag övertogs av det kanadensiska krigskommissariatet, som i april bildade sin egen voyageurkår, Provincial Commissariat Voyageurs. Denna kår lades ned i mars 1815.